# تایموراز آپخازاوا
تایموراز آپخازاوا (انگلیسی: Taymuraz Apkhazava; ۲۱ آوریل ۱۹۵۵) کشتی‌گیر فرنگی گرجی‌تبار اهل شوروی بود.
وی در مسابقات کشوری و بین‌المللی در مجموع برندهٔ ۵ مدال طلا، ۲ مدال برنز شده‌است.